# Nuevo San Carlos
Nuevo San Carlos é uma cidade da Guatemala do departamento de Retalhuleu. 